# Alberto Adámez
Alberto Martín Romo García Adámez (ur. 31 marca 1989 w Don Benito) – hiszpański piłkarz występujący na pozycji pomocnika w Granadzie.

## Statystyki klubowe
| Sezon   | Klub         | Kraj      | Liga               | Mecze | Bramki |
| ------- | ------------ | --------- | ------------------ | ----- | ------ |
| 2010/11 | UD Almería B | Hiszpania | Segunda División B | 31    | 2      |
| 2011/12 | UD Almería B | Hiszpania | Segunda División B | 29    | 2      |
| 2011/12 | UD Almería   | Hiszpania | Segunda División   | 1     | 0      |
| 2012/13 | UD Almería B | Hiszpania | Segunda División B | 31    | 2      |
| 2013/14 | CD Leganés   | Hiszpania | Segunda División B | 30    | 0      |
| 2014/15 | CD Leganés   | Hiszpania | Segunda División   | 29    | 1      |
| 2015/16 | CD Leganés   | Hiszpania | Segunda División   | 28    | 0      |
| 2016/17 | CD Leganés   | Hiszpania | Primera División   | 16    | 0      |
| 2017/18 | Granada CF   | Hiszpania | Segunda División   | 31    | 0      |
| 2018/19 | Granada CF   | Hiszpania | Segunda División   | 12    | 0      |

Stan na: 29 maja 2019 r.